# Stephan Vorbrugg
Stephan Vorbrugg (* 1970 in München) ist ein deutscher Kameramann und Filmemacher. Gemeinsam mit Friedrich Rackwitz leitet er die Filmproduktion Fortis Green Film+Medien.

## Leben
Seit 2000 ist Vorbrugg Kameramann. Er hat die Kinofilme Tage, die bleiben und Puppe fotografiert,  mehrere Fernsehspiele (Auftauchen, Mädchen Nr. 1) und andere Fernsehformate (wie Bravo.TV), sowie Musicclips (u. a. Reamonn Supergirl). Des Weiteren ist er als Dozent an verschiedenen Hochschulen (Hochschule für Fernsehen und Film München, Filmakademie Baden-Württemberg, Hochschule der Medien Stuttgart, Bilkent-Universität) tätig, mit den Schwerpunkten Bildgestaltung, visuelles Erzählen, Kamerabewegung und Licht- und Farbgestaltung.
Nach seiner Ausbildung zum Verlagskaufmann arbeitete er als Grafiker (für die Zeitschriften Tempo und JOY) und als Fotoassistent, ehe er ein Studium an der Hochschule für Fernsehen und Film München mit Schwerpunkt Kamera aufnahm. In dieser Zeit drehte er 15 Kinokurzfilme, darunter Kalte Haut, wofür er 2005 den Deutschen Kamerapreis gewann. Später studierte Vorbrugg noch Filmwissenschaft an der University of Kent.
Vorbrugg ist seit 2024 neues Einzelmitglied der Kulturpolitischen Gesellschaft.

## Filmografie

### Kamera
- 1997: Produktionsnummer 9401 (Kurzfilm)
- 2001: Vegas (Kurzfilm)
- 2001: Freier Fall (Kurzfilm)
- 2001: Déjà vu (Kurzfilm)
- 2002: Opus (Kurzfilm)
- 2003: Solo ohne Ende (Kurzfilm)
- 2003: Mädchen Nr. 1 (TV)
- 2003: Allerseelen (Kurzfilm)
- 2004: Der geheime Brief (TV)
- 2005: Kalte Haut (Kurzfilm)
- 2005: Musik nur wenn sie laut ist (Kurzfilm)
- 2005: Neun
- 2006: Brecht – Die Kunst zu leben (Dokumentarfilm TV)
- 2007: Lia (Kurzfilm)
- 2008: Aus dem Tritt (Kurzfilm)
- 2008: Spiel mir das Lied und du bist tot!
- 2010: KRIMI.DE – Netzangriff
- 2010: König der Herzen (Kurzfilm)
- 2011: Tage, die bleiben
- 2012: Puppe
- 2023: Win Win